# Reichenbachstraße (Bad Reichenhall)
Die Reichenbachstraße ist eine Straße in der oberbayerischen Kurstadt Bad Reichenhall.

## Beschreibung

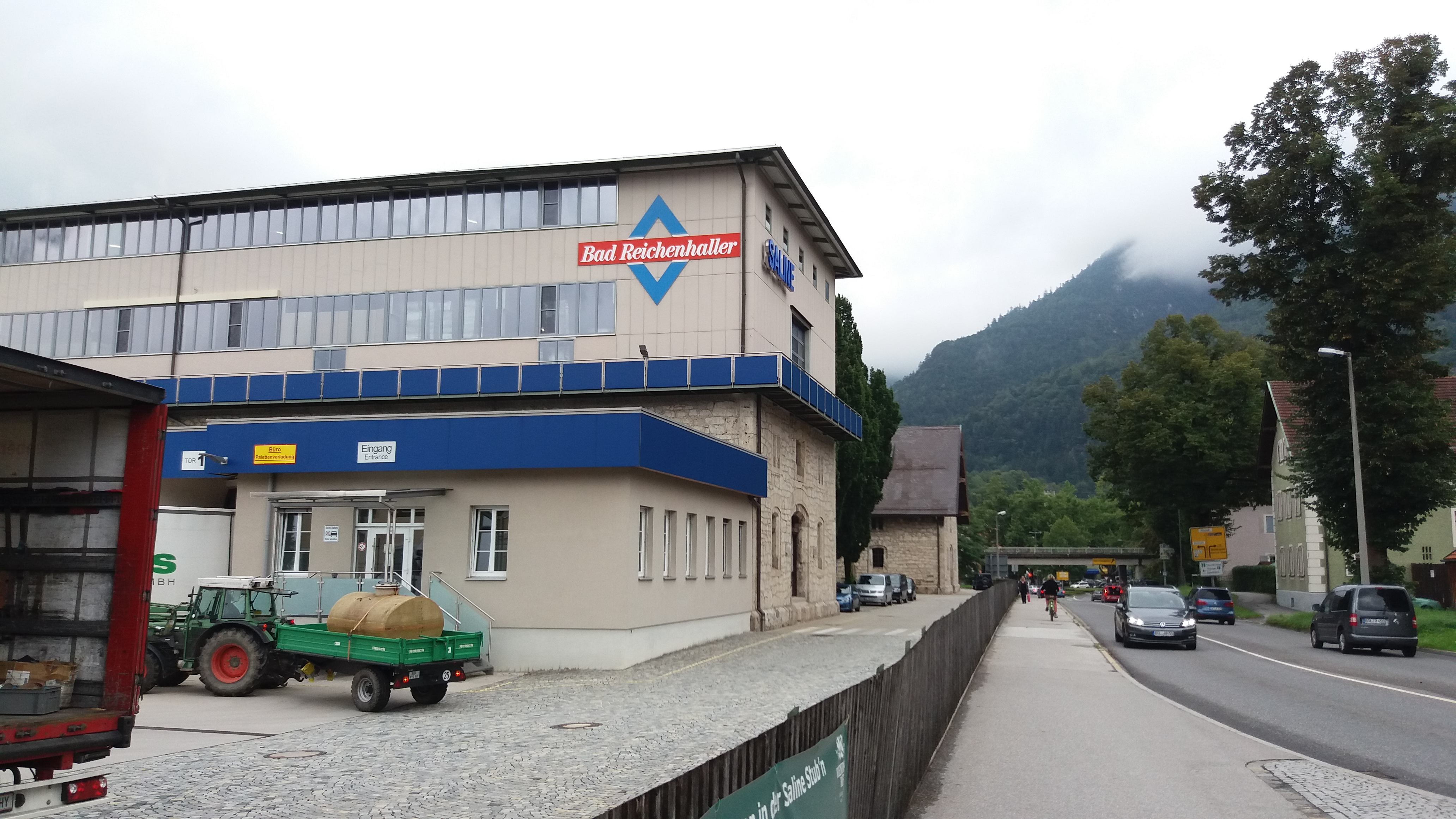
Neue Saline an der Reichenbachstraße

Die Reichenbachstraße beginnt am sogenannten Stachus, der zentralen Straßenkreuzung mit Innsbrucker-, Kammerboten- und Anton-Winkler-Straße, führt stadtauswärts unter der Bahnstrecke Bad Reichenhall–Berchtesgaden hindurch, über den Kreisverkehr am Reichenbachverteiler bis zur Loferer Straße (B 21).
Die Reichenbachstraße ist auf der gesamten Länge auf einer Seite mit einem Fahrradweg ausgestattet.
Die Straße ist benannt nach Georg Friedrich von Reichenbach, der 1810 die Soleleitung nach Traunstein modernisierte und sie bis Rosenheim verlängerte.

## Geschichte

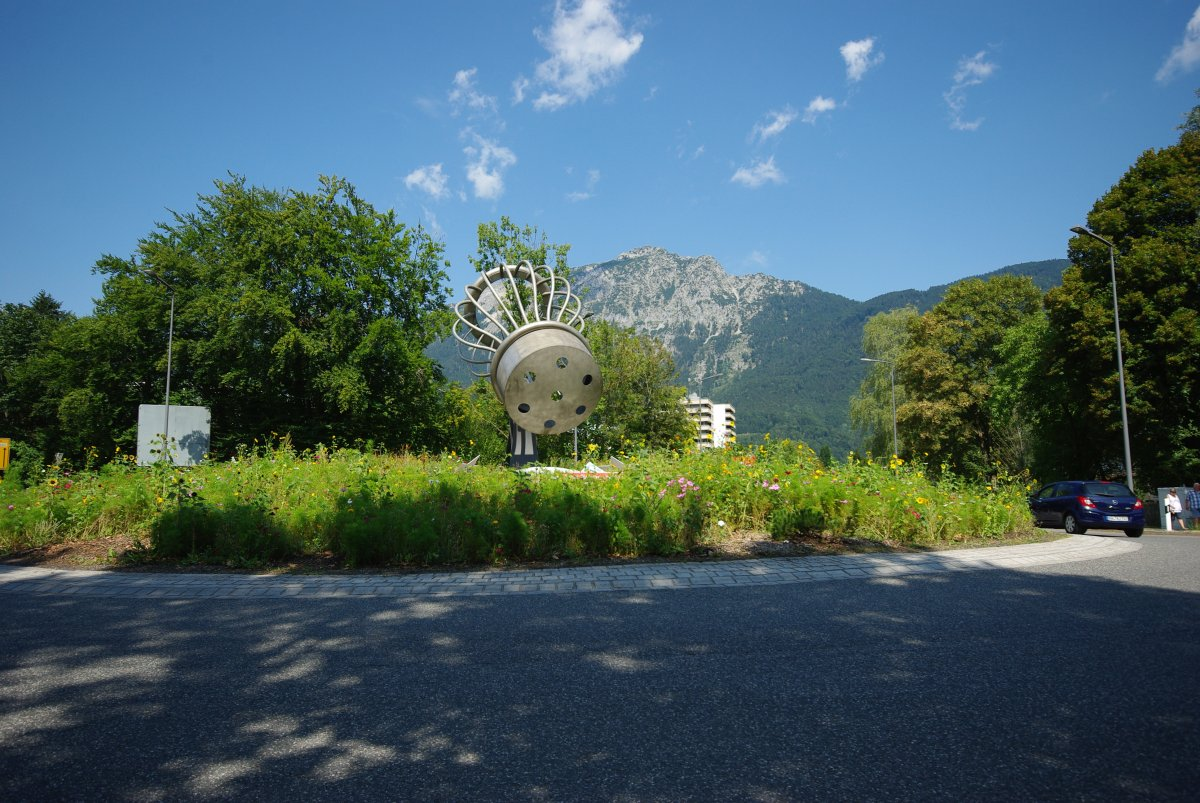
Kreisverkehr am Reichenbachverteiler mit Skulptur eines Salzstreuers

Nordöstlich entlang der Trasse, auf der die Reichenbachstraße heute zwischen der Bahnstrecke und der Riedelstraße verläuft, befanden sich bis Anfang des 20. Jahrhunderts die Triftgründe und Holzlagerplätze der Bad Reichenhaller Triftanlagen. Mit dem Bau des Saalachkraftwerks fehlte das Wasser für die Holztrift zwischen dem heutigen Saalachsee und der Stadt und in der Folge wurden die Triftgründe verfüllt und – insbesondere nach dem Zweiten Weltkrieg – mit Wohnblöcken bebaut.
Zwischen 1925 und 1926 wurde die Neue Saline errichtet, die mit modernerer Technik schrittweise die Salzproduktion von der heutigen Alten Saline übernahm.
In den 2000er Jahren wurde der Reichenbachverteiler durch einen Kreisverkehr ergänzt.

## Nahverkehr
Die Stadtwerke Bad Reichenhall fahren mit der Citybuslinie 4 zwei Haltestellen an der Reichenbachstraße an.

## Baudenkmäler

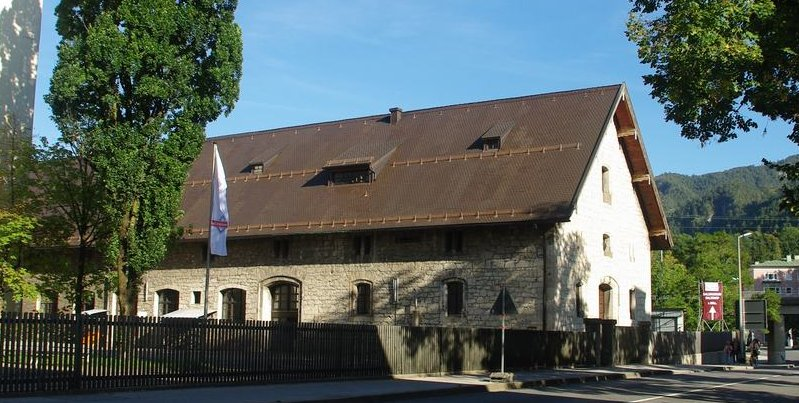
Salinenstadl an der Reichenbachstraße

Ein großer Teil der Bebauung entlang der Reichenbachstraße stammt aus der Zeit nach dem Zweiten Weltkrieg. Die einzigen Baudenkmäler, die sich direkt an der Reichenbachstraße befinden, sind der ehemalige Salinenstadel der Alten Saline aus den 1850er Jahren sowie Reste der Triftanlagen.
Weitere denkmalgeschützte Objekte in der Nähe der Reichenbachstraße sind mehrere Häuser im Bereich des Triftmeisterwegs, das Geisterhäusl am Fürschlachtweg, das Reichenhaller Krankenhaus von 1930 und der ehemalige Turm des Schlachthofes an der Hallgrafenstraße.
Ein weiterer Stadel der Saline, der aus Holz in offener Bauweise errichtet wurde, befand sich gegenüber der Neuen Saline. Er diente der Alten Saline unter anderem als Holzlager und wurde auch – nach den sich in der Nähe befindenden Triftanlagen – Triftstadel genannt. Nach dem Verkauf des Grundstücks wurde der Stadel abgetragen und im Salzburger Freilichtmuseum im benachbarten Großgmain wieder aufgebaut. Der Stadel kann im Museumsteil Flachgau besichtigt werden und dient dem Museum als Depotgebäude für landwirtschaftliche Großgeräte.